# Герхард фон Катценелнбоген
Герхард фон Катценелнбоген (на немски: Gerhard von Katzenelnbogen; * 1293; † 10 август 1312) е от 1311 г. до смъртта си граф на горното графство Катценелнбоген.

## Произход и наследство
Той е най-възрастният син на граф Еберхард I фон Катценелнбоген († 24 август 1311) и съпругата му Елизабет фон Епщайн († 1271), дъщеря на Герхард III фон Епщайн и съпругата му Елизабет фон Насау, дъщеря на граф Хайнрих II „Богатия“ фон Насау († 1251). Брат е на Бертхолд III фон Катценелнбоген († 1321), женен за Аделхайд фон Сайн, дъщеря на граф Йохан I фон Сайн.
Герхард наследява баща си на 24 август 1311 г.

## Фамилия
Герхард се жени на 25 януари 1299 г. в Хам за Маргарета фон Марк (* ок 1278; † сл. 14 август 1327), дъщеря на Еберхард I фон Марк. Те имат децата: 
- Лиза († 1358), омъжена за Даниел II фон Лангенау († ок. 1327)
- Еберхард II († 1328), граф на Катценелнбоген, женен ок. 1318 г. за Аделхайд фон Ханау-Мюнценберг († сл. 1378)
- Йохан II († 1357), граф на Катценелнбоген, женен за Елизабет фон Изенбург-Лимбург († сл. 1351), баща на Дитер VIII
- Маргарета († 1370), омъжена пр. 11 ноември 1338 г. за Филип I фон Изенбург-Гренцау-Филмар († 1370)
- Елизабет († сл. 1368), абатиса в Св. Мария в Кьолн
- Йохан († май 1361)